# Kröv-Bausendorf

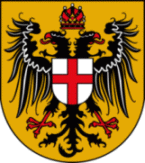
Brasão das Armas

Kröv-Bausendorf é uma Verbandsgemeinde do distrito de Bernkastel-Wittlich, Renânia-Palatinado, Alemanha.
A Verbandsgemeinde Kröv-Bausendorf consiste nos seguintes municípios:
1. Bausendorf
2. Bengel
3. Diefenbach
4. Flußbach
5. Hontheim
6. Kinderbeuern
7. Kinheim
8. Kröv
9. Reil
10. Willwerscheid